# Оброшинська сільська територіальна громада
Оброшинська сільська громада — територіальна громада в Україні, у Львівському районі Львівської області. Адміністративний центр — село Оброшине.
Площа громади — 44,4 км², населення — 7 631 мешканець (2020).

## Населені пункти
У складі громади 6 сіл:
- Дібрівки
- Конопниця
- Оброшине
- Підгайці
- Пришляки
- Ставчани